# Biserica de lemn din Noțig
Biserica de lemn din Noțig se află în localitatea omonimă din județul Sălaj și a fost consacrată în 30 iulie 1842. Biserica este înregistrată pe noua listă a monumentelor istorice sub codul LMI:  SJ-II-m-B-05087.

## Istoric

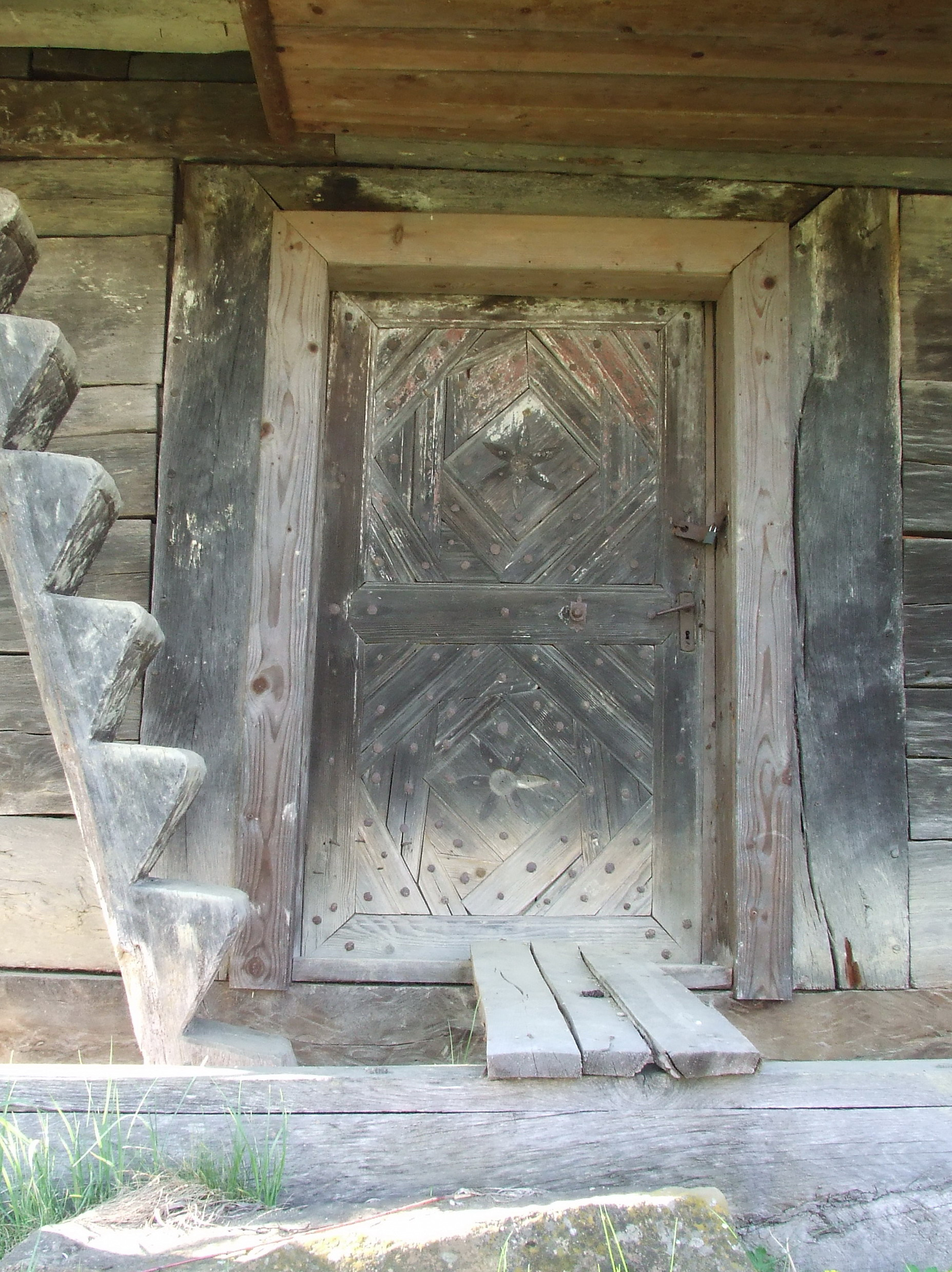
Intrarea în biserica de lemn din Noțig. Foto: 2009

Într-o inscripție de pe iconostasul vechii biserici greco-catolice din Noțig se spune: „Îngerilor s-a dat hramul ca să păzească tot neamul și s-au zidit din pajiște această sfântă biserică și s-au și zugrăvit în zilele cinstitului împărat Ferdinand, sub stăpânirea prea bunului și preasfințitului domnului domn Ioan Lemeni, arhiepiscopul Făgărașului, fiind vicarul Sălajului măria sa domnul Sterca Șuluțiu, iar protopop eparhial Iosif Pașca și parohul locului Ioan Moldovanu, iulie 30, 1842”.

## Imagini

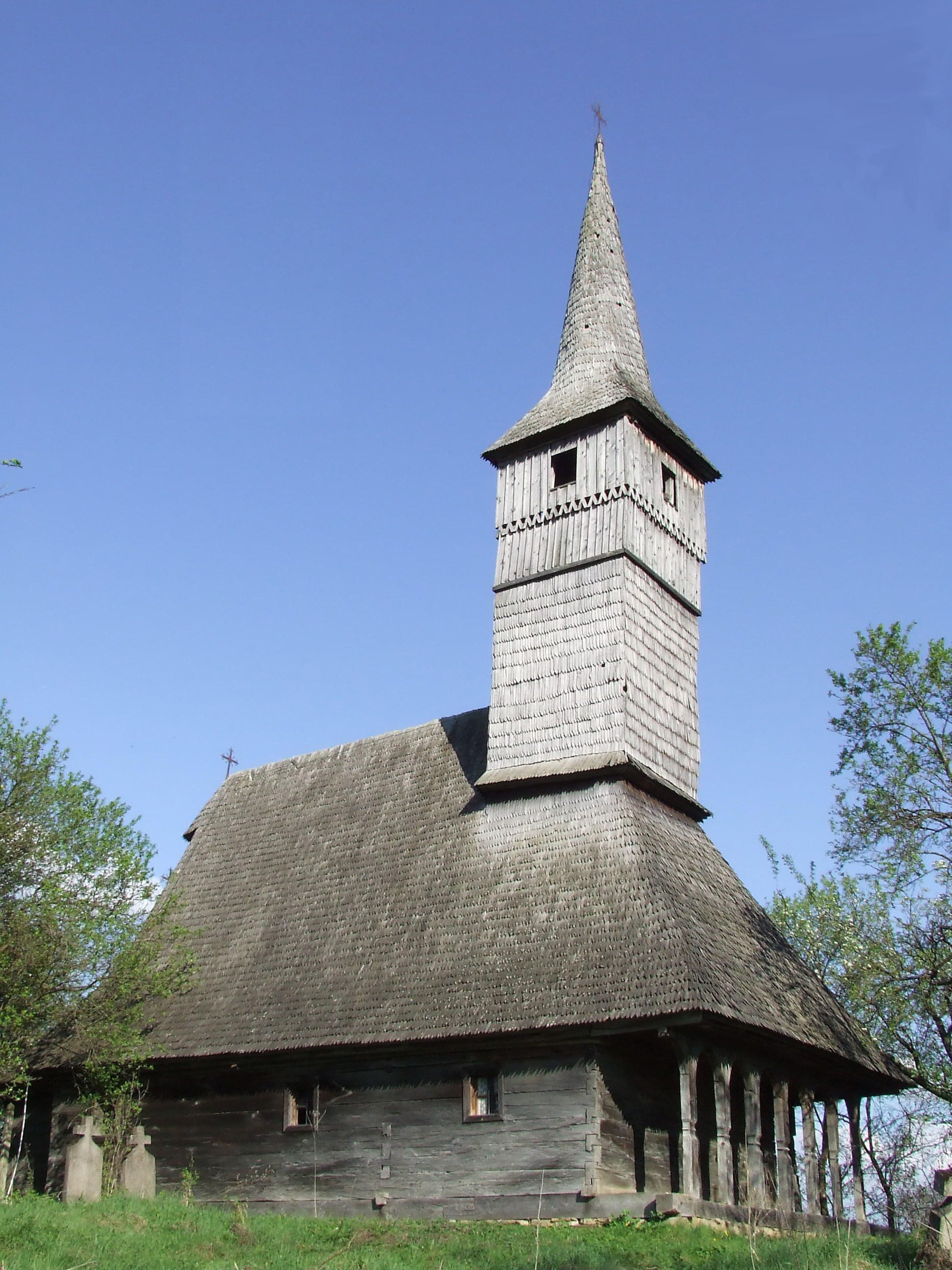
Vedere de ansamblu din nord-vest
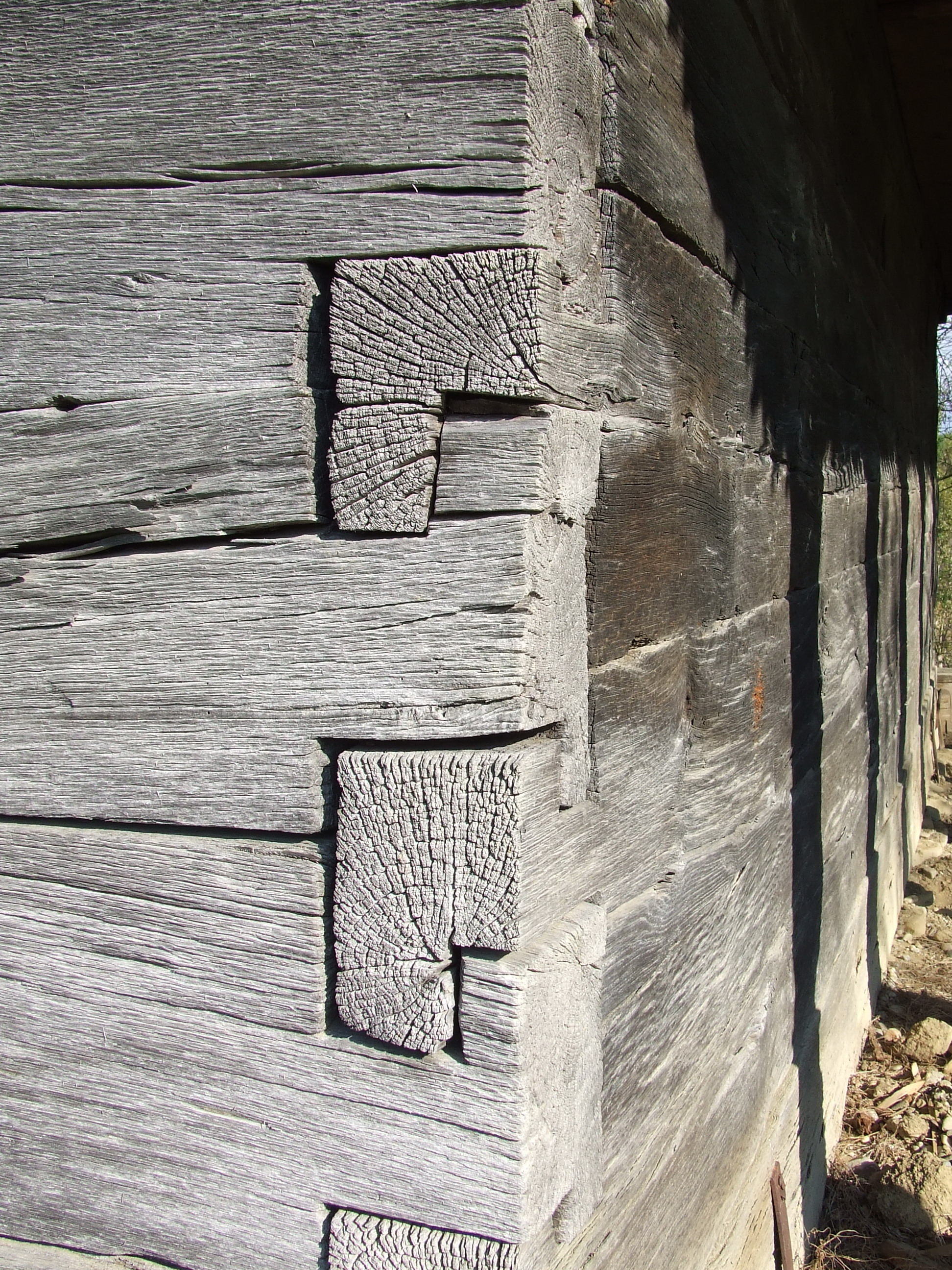
Îmbinare
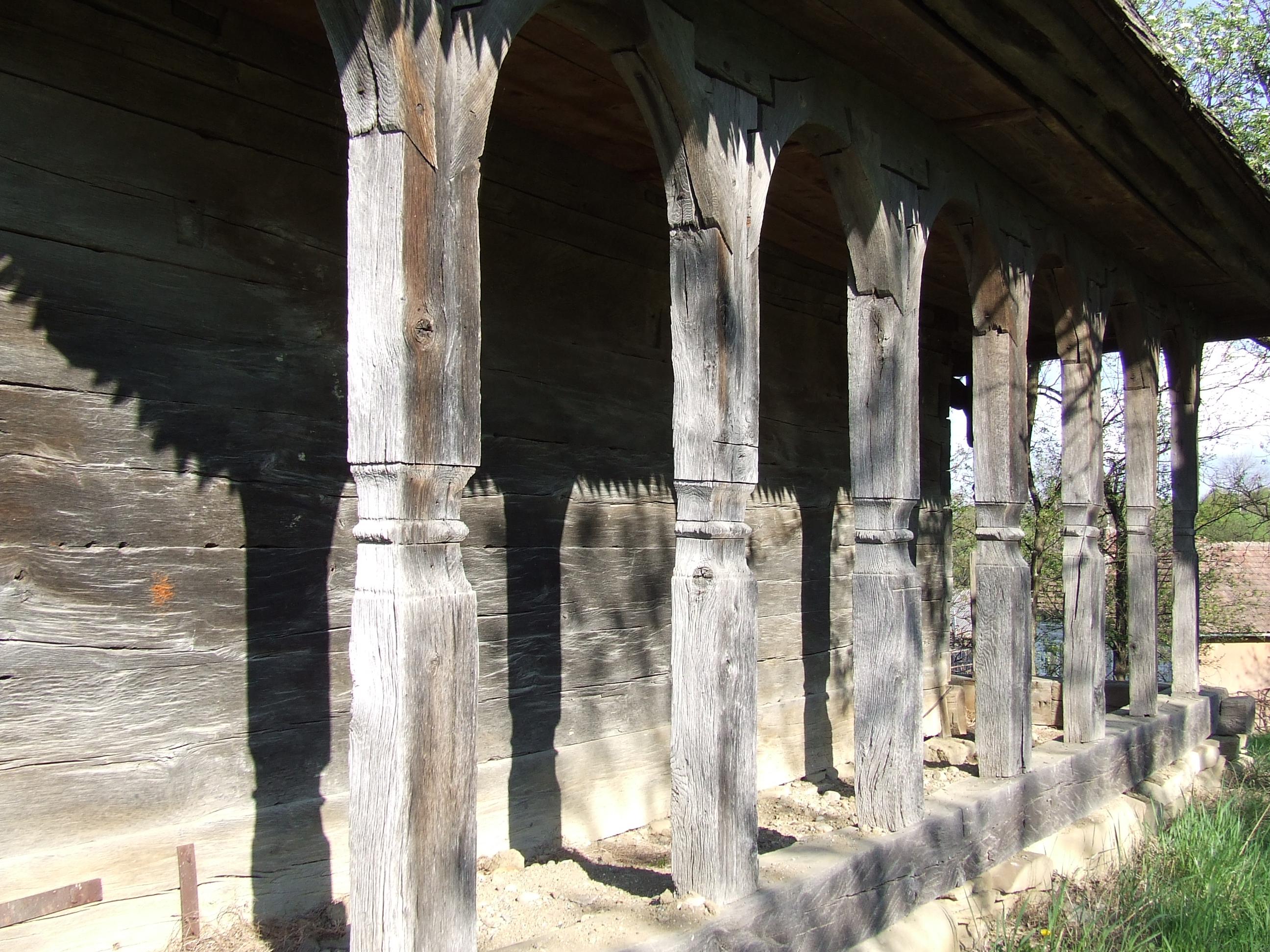
Stâlpii prispei
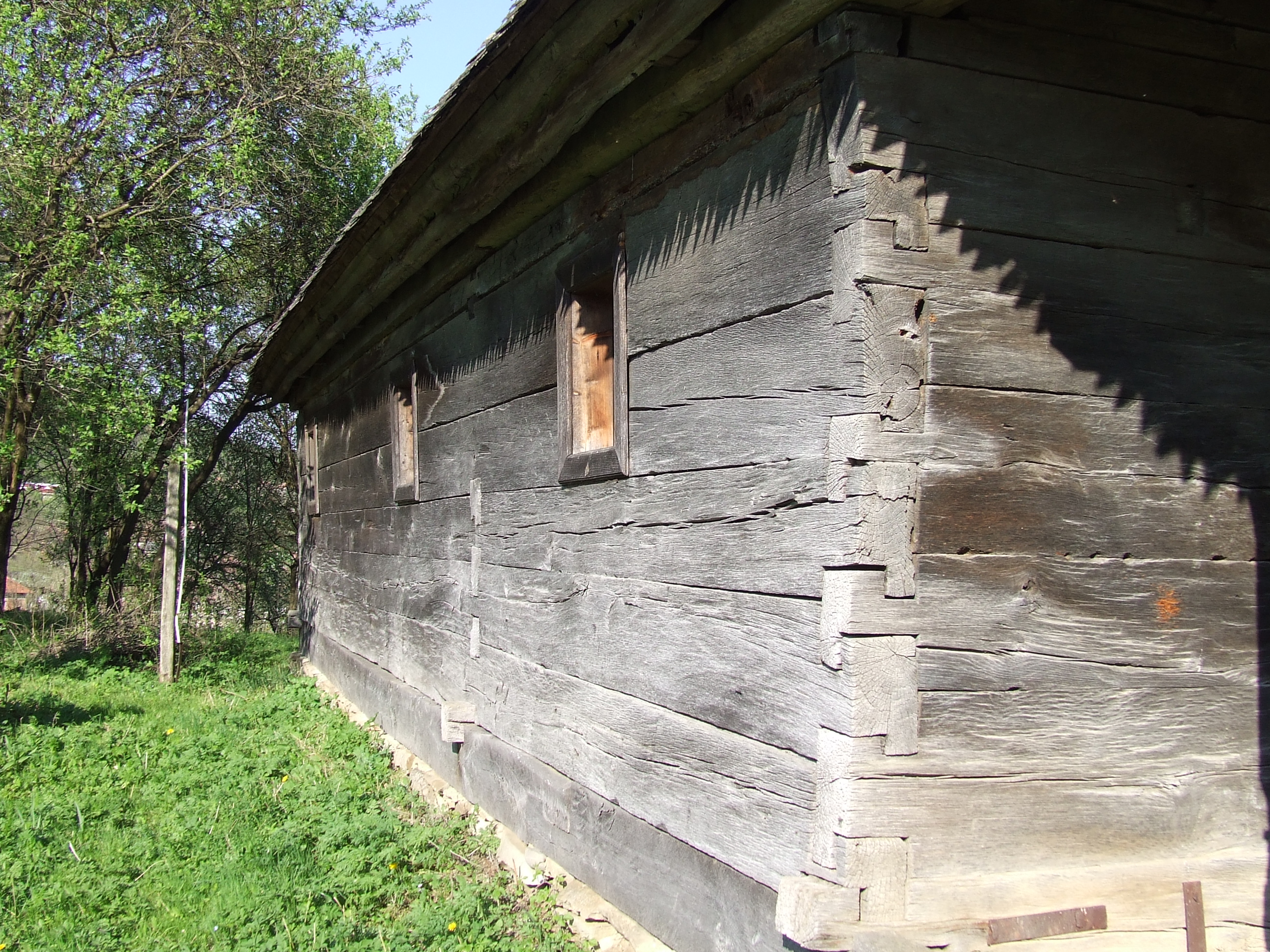
Latura nordică a bisericii
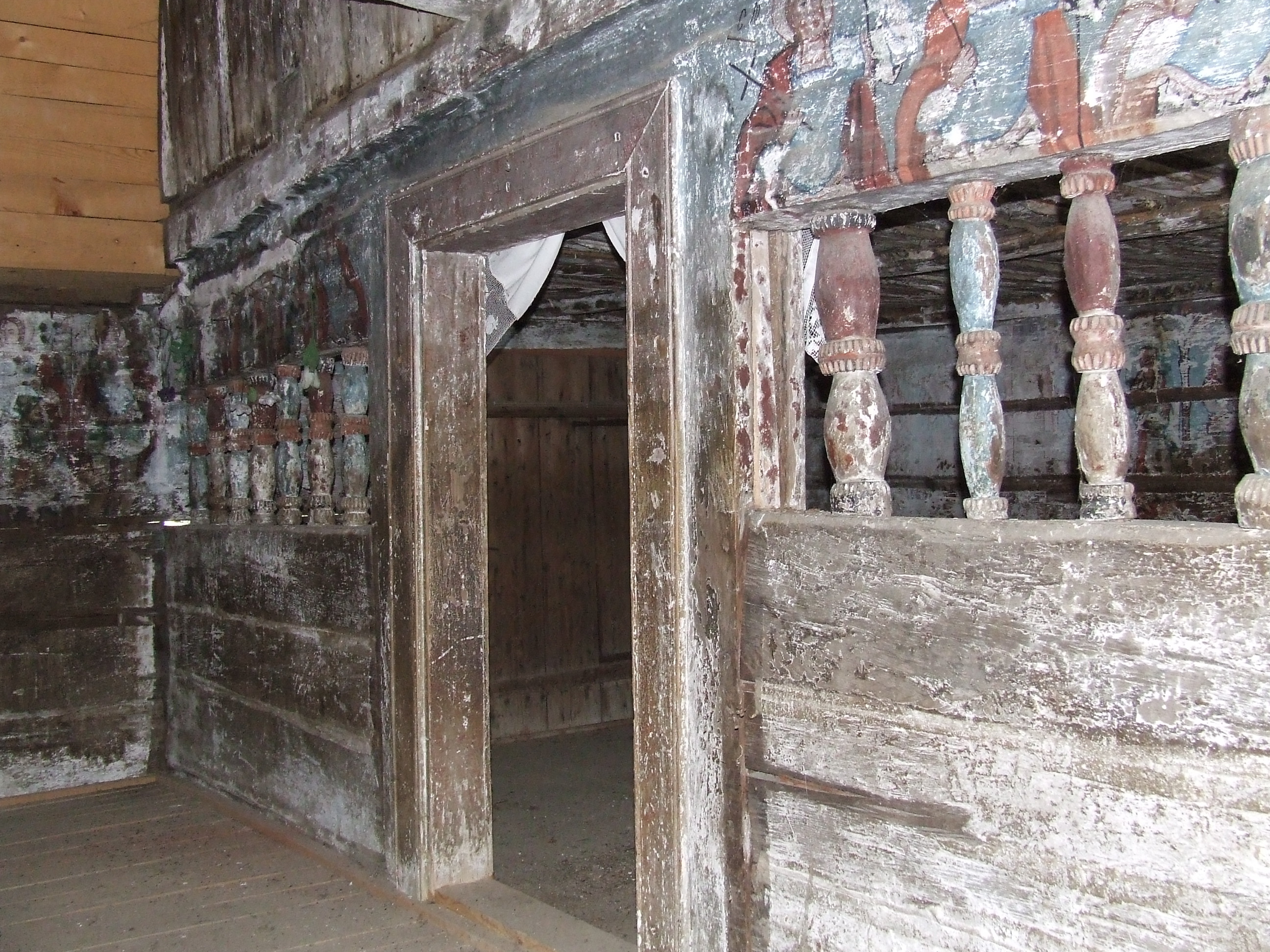
Peretele dintre naos și pronaos
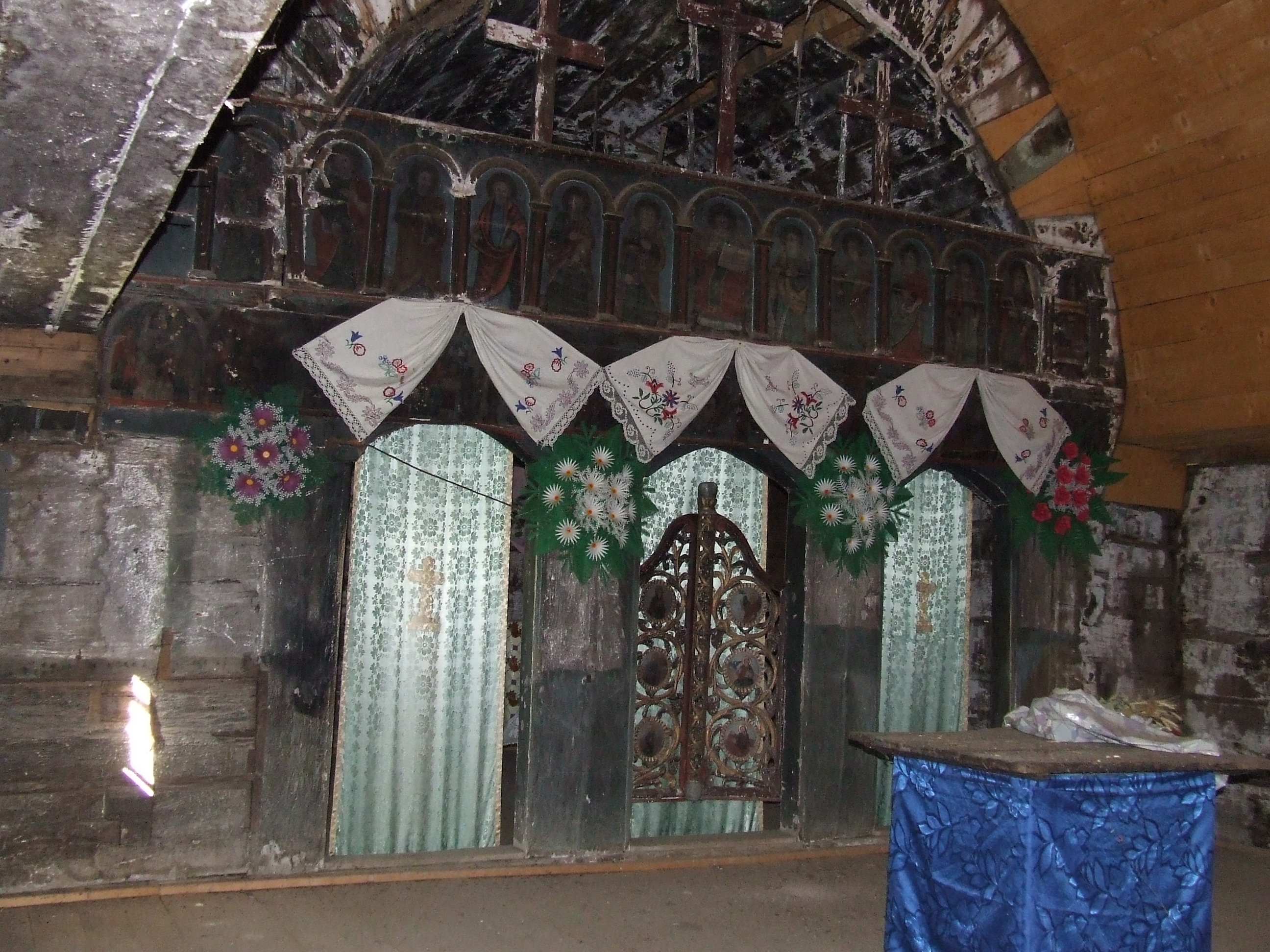
Iconostasul
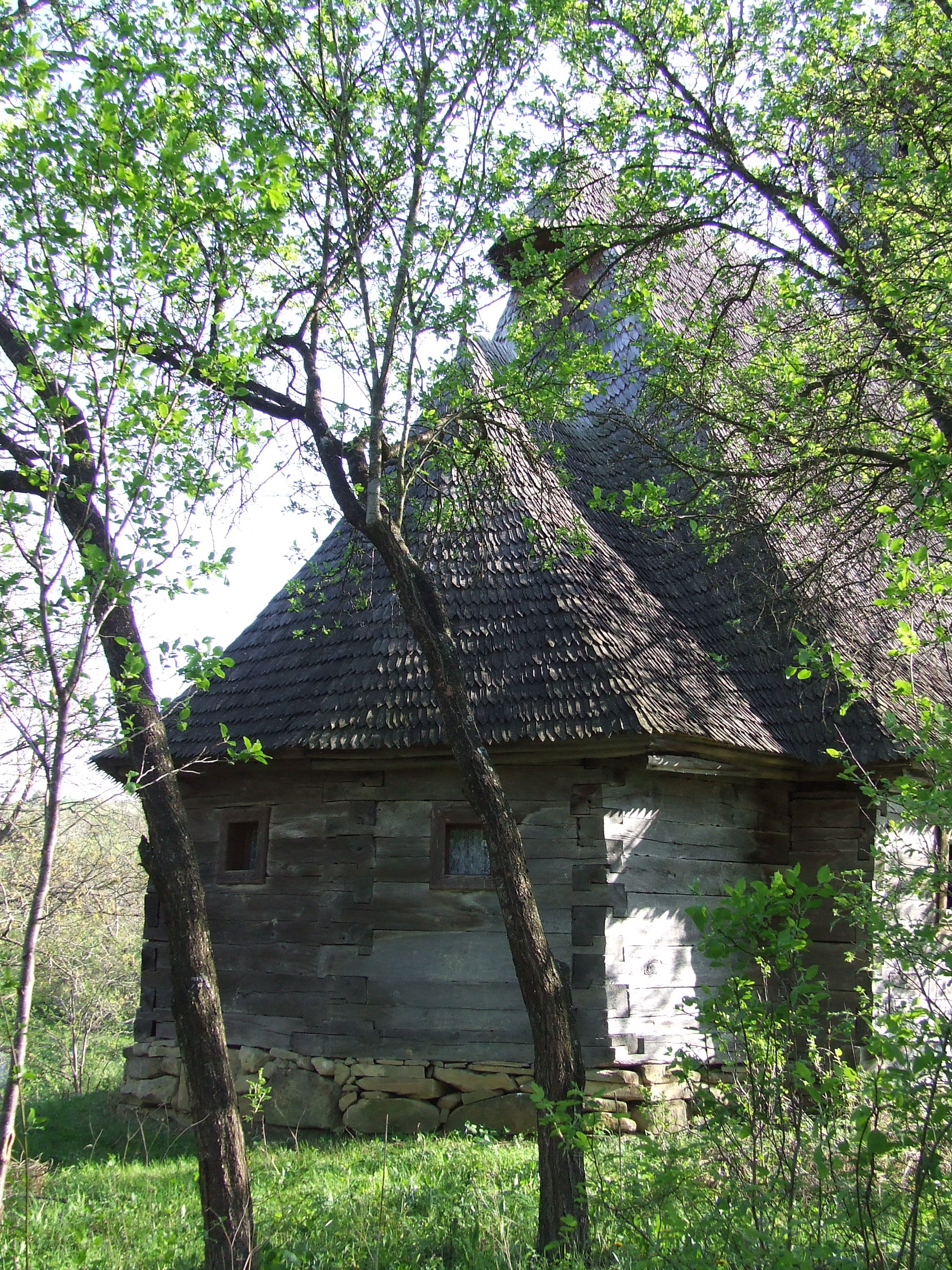
Absida altarului
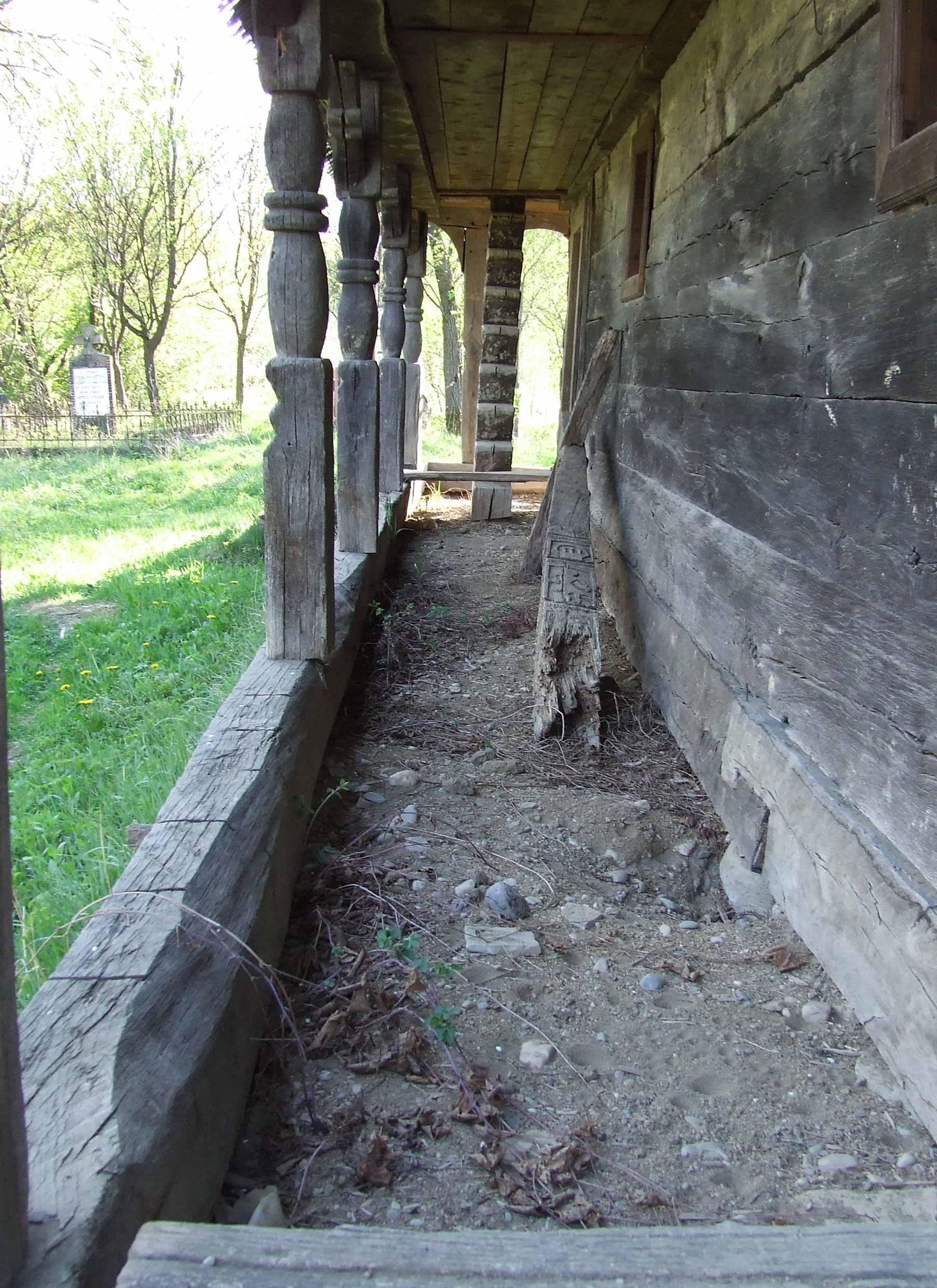
Prispa bisericii